# PG Tips
PG Tips — бренд і чайний купаж британського походження. Створений в 1930 році компанією Brooke Bond. Бренд в даний час належить компанії Unilever.
Суміші складається з 12-35, в залежності від сезону, чаїв з усього світу і готується на заводі Траффорд Парк у Манчестері.
З 1996 року виробляється також в пакетиках-пірамідках.
Продукція PG Tips продається у Великій Британії, компанія також забезпечує поставки близько 12% світового чорного чаю.